# 石井ターニャ
石井 ターニャ（いしい ターニャ 、1972年5月15日 - ）は、元衆議院議員・石井紘基の実娘で、政治文化研究所代表。母はロシア人。

## 経歴
1994年（平成6年）から1995年（平成7年）にかけての20歳代の若い時期にNHK教育テレビ『ロシア語会話』にレギュラー出演していた。その傍ら、ロシア語通訳（エリツィン大統領来日時、サッカーワールドカップ海外遠征時テレビ局通訳等）や、父の公設秘書を務める。2014年12月からは、衆議院議員落合貴之の公設秘書(現在は退職）
現在は政治文化研究所代表として、ロシア問題の専門家として知られる。
朝日ニュースターの『パックインジャーナル』や『ニュースの深層』などに出演。